# 国民復興党
国民復興党（こくみんふっこうとう、リトアニア語: Tautos prisikėlimo partija）は、リトアニアの中道右派政党。国家復興党とも訳される。党首はアルーナス・ヴァリンスカス。党のテーマカラーはオレンジと黒。
2008年の議会選挙が行われる前にアルーナス・ヴァリンスカスらが中心となって国民復興党を設立し、10月の選挙に臨んだ。その党員となったのは歌手や俳優として活躍したことのある人たちであった。
議会選挙では第1回投票で13議席を獲得（得票率は 15.09 %）。さらに決選投票で3議席を加え、議会全141議席中16議席を占めた。選挙の結果、祖国同盟やリトアニア共和国自由運動とともに連立政権を組むことになった。
しかしその後国民復興党の人気は急落し、2009年欧州議会議員選挙では得票率がわずか 1.01 %（15政党中14位）にとどまり議席は得られなかった。
2011年9月22日、国民復興党は自由中道同盟に吸収合併された。

## 歴代党首
- アルーナス・ヴァリンスカス
- レイモンタス・ディニウス（2008年11月18日 - ） - ヴァリンスカスが議会議長になったため代わりに党首に就任。ヴァリンスカスが議長を退職するまで務めた。